# Kōhei Yamakoshi
Kōhei Yamakoshi (japanisch 山越 康平 Yamakoshi Kōhei; * 4. Mai 1993 in Yaita) ist ein japanischer Fußballspieler.

## Karriere
Yamakoshi erlernte das Fußballspielen in den Jugendmannschaften von Utsunomiya KT Union und Tochigi SC, der Schulmannschaft der Yaita Chuo High School sowie der Universitätsmannschaft der Meiji-Universität. Seinen ersten Vertrag unterschrieb er 2016 bei Omiya Ardija. Der Verein spielte in der höchsten Liga des Landes, der J1 League. Am Ende der Saison 2017 stieg der Verein in die zweite Liga ab. Nach 105 Ligaspielen wechselte er im Januar 2022 zum Ligakonkurrenten Tokyo Verdy. Am Ende der Saison 2023 wurde er mit Verdy Tabellendritter. In den Aufstiegsspielen konnte man sich durchsetzen und stieg in die erste Liga auf. Im Sommer 2024 wechselte er auf Leihbasis zum Zweitligisten JEF United Ichihara Chiba. Hier bestritt er bis Saisonende zwölf Ligaspiele. Nach der Ausleihe kehrte er zu Verdy zurück. Hier wurde sein Vertrag jedoch nicht verlängert. Im Februar 2025 verpflichtete ihn der Zweitligist Tokushima Vortis.